# Sisophon
Sisophon (officieel Serei Saophoan) is een stad in Cambodja en het bestuurlijk centrum van de Khett Banteay Mean Cheay. De stad ligt tussen de nationale weg 5 vanaf de stad Battambang en de nationale weg 6 vanaf de stad Siem Reap. De weg voert verder naar Poipet aan de grens met Thailand. De stad bevindt zich tussen een aantal heuvels in het midden van de vlakte van Banteay Mean Cheay, waarop pagodes zijn gebouwd. In 1998 werd de bevolking geschat op ongeveer 85.000, waarmee het de derde stad van het land is.

## Geschiedenis
De stad is over de loop van de geschiedenis verschillende malen van handen gewisseld tussen de Khmer en de Thai alvorens het Franse koloniale bewind de grens vaststelde tussen Cambodja en Thailand. Sisophon kwam hierbij onder Cambodja te vallen, al kwam ze in de Tweede Wereldoorlog tijdelijk onder het bestuur van Thailand te vallen toen Japanse troepen Cambodja veroverden. In de jaren 70 kwam de stad in handen van de Rode Khmer, tot het moment waarop een vredesverdrag met de regering werd gesloten. De stad bevindt zich in een van de armste gebieden van het land, hetgeen terug te zien valt in de slechte infrastructuur, gebrek aan geld voor het onderwijs voor kinderen en Aids-epidemieën. Door de groei van het 48 kilometer verderop gelegen Poipet is de handel toegenomen in de stad.
Sisophon vormt een toeristische trekpleister op de route tussen Phnom Penh en Ankor. Bezienswaardigheden zijn de pagode Wat Chincheang ('pagode van de muur') en de Banteay Chmá-ruïnes (ruïnes van de 'kracht van de kat'). De eerste bevindt zich binnen de stadsgrenzen aan de weg naar Poipet en is populair vanwege het uitzicht over de vallei en de tweede bevindt zich op 71 kilometer ten noorden van de stad en vormt onderdeel van de Ankor. Hier zou Jayavarman II hebben gezeteld, de vermoedelijke stichter van het Khmer-rijk.

## Bevolking
De locatie nabij de grens heeft ervoor gezorgd dat er veel migranten op zoek naar een betere toekomst naar de stad zijn getrokken vanuit Thailand en vanuit andere Cambodjaanse provincies. Ruim 40% van de bevolking bestaat uit kinderen van 14 jaar en jonger en bijna 70% van de bevolking heeft niet de basisschool doorlopen. De alfabetiseringsgraad bedraagt 72,5% voor de mannen en 55,6% voor de vrouwen (cijfers volkstelling 1998). 